# Command & Conquer: Generals — Zero Hour
Command & Conquer: Generals — Zero Hour (с англ. — «Командуй и завоёвывай: Генералы — Час расплаты») — компьютерная игра в жанре стратегии в реальном времени разработанная EA LA, и изданная компанией EA Games для платформы Windows и MacOS в 2003 году. Является продолжением Command & Conquer: Generals.

## Игровой процесс
Формально игра относится к классическим RTS. Ей присущи такие обязательные действия как сбор ресурсов, строительство базы, накопление армии перед атакой и т. п. Тем не менее, в отдельных случаях игра напоминает «Ground Control II: Operation Exodus»-битвы могут вестись не многотысячными армиями, а небольшими, компактными универсальными отрядами, которые при грамотном управлении, а также своевременной поддержке (авиация, артиллерия и т. д.) способны выиграть бой у противника, имеющего гораздо более серьёзные силы. С другой стороны, никаких ограничений на развитие базы и кол-во юнитов в Generals нет, поэтому иногда бывает проще и быстрее создать армию из тяжёлой бронетехники, которая позволит покончить с противником одним мощным ударом.
Как и в большинстве стратегий, в игре доступны отдельные кампании со своей сюжетной линией и одиночные карты для баталий с компьютерными или живыми соперниками. Возможна игра через локальную сеть или через Интернет на официальном игровом сервере. При выполнении определённых условий игрок может заработать медали. Одни из них получаются довольно быстро (например: медаль танкиста можно получить построив 50 или больше танков), другие же необходимо зарабатывать долго и упорно (например: последняя медаль выдаётся за победу на всех картах на максимальном уровне сложности с максимальным количеством противников). Медали пользы не имеют, просто украшение.

## Сюжет

### США
Сюжет дополнения продолжается с того же места, на котором завершился оригинал: военные действия ведутся по всему миру. Глобальная Армия Освобождения (ГАО) производит запуск ракеты с токсинами, захватив космодром Байконур в Юго-Западном Казахстане. Их цель — база ВМС США в Северной Европе. Нанеся первый ракетный удар, террористы готовят второй запуск…
Американское командование разрабатывает операцию «Глобальная безопасность» (англ. Global Security). Поскольку пусковая площадка находится в горной долине, попасть в которую можно только на поезде, американские войска захватывают железнодорожную станцию. Они грузят в поезд свои элитные подразделения и отправляются прямо к стартовой площадке. Высадившись из поезда, они вступают в бой с силами ГАО, охраняющими стартовую площадку, пока их рейнджеры подают сигнал бомбардировщику, который прилетает и сбрасывает тактический заряд до запуска ракеты.
Тем временем на побережье Сомали идут бои: линейные корабли ВМС США обстреливают доки, пытаясь уничтожить засевших там террористов, но подобные действия чреваты уничтожением груза гуманитарной помощи. Тогда в дело вступает звено истребителей, базирующихся на авианосце Deadalus, который также стоит в гавани. Совершив налёт на доки, истребители полностью уничтожают засевших в них террористов, давая возможность американским силам произвести высадку на берег, которые должны обеспечивать безопасность колонне грузовиков с грузами, направляющихся в склад, расположенный в городке неподалёку. После того, как автоколонна с грузами успешно достигает склада, войска США переключаются на поиски террористов, которые наносят удары по наземным американским силам. Используя новые беспилотные роботы-разведчики, они обнаруживают в горах базу ГАО и сравнивают её с землёй, обстреляв её с линкоров, всё ещё стоящих в гавани.
Обнаружив секретную лабораторию по исследованию нового химического оружия, которая расположена рядом с горой Эльбрус, военное командование США проводит тактическую операцию «Снегопад» (англ. Snow Fall): уничтожив с воздуха один из лагерей террористов неподалёку от лаборатории, они сбрасывают десант, который освобождает американских пленных, содержащихся в деревне неподалёку. Китайский спецагент «Чёрный Лотос» захватывает базу террористов на другом берегу реки, отрезая охрану лаборатории от подкреплений. Небольшой отряд полковника Бартона успешно пробирается к лаборатории и закладывает заряд на горном склоне напротив неё, а затем подрывают его. Начавшаяся лавина полностью хоронит горный комплекс под толщей снега.
Устранив эти первичные угрозы, командование США разворачивает операцию «Чёрное Золото» (англ. Black Gold): ВВС США десантируют войска под покровом ночи неподалёку от нефтяных полей Амисбада в Иране. Уничтожив террористов на аэродроме, они оперативно развёртывают там свои силы, однако постоянно подвергаются нападениям. Террористы пытаются уничтожить их с помощью мобильных ракетных комплексов СКАД, но безуспешно - новейшие лазерные противоракетные джипы американцев дают возможность отбить эти атаки. Затем армия США переходит в наступление. Вызвав свои мощные штурмовики A-10, американцы уничтожает ключевые сооружения террористов на базе ГАО в горах, а затем довершают уничтожение базы наземными войсками, хотя им и приходится передвигаться по местности с большой осторожностью, поскольку все подступы к базе были заминированы противником.
Наконец, США подбираются к главной угрозе — к доктору Траксу. Обнаружив со спутника его заводы по производству химического оружия, они уничтожают их крылатыми ракетами, но, как выясняется, это ещё не все проблемы — террористы успели подготовить четыре ракеты, заполненные токсинами. Времени до запуска остаётся совсем мало. Но тут как раз кстати объявляются террористы, несогласные с Доктором Траксом, и предлагают свою помощь, присоединившись к силам США. С трудом прорвавшись сквозь оборонительные линии Доктора Тракса, они захватывают стартовые площадки всех четырёх ракет. Сам же Тракс погиб во время штурма.

### ГАО (Глобальная Армия Освобождения)
Поражения ГАО (в оригинале GLA, Global Liberation Army) от сил США и огромные потери привели организацию в состояние раскола и борьбы за власть. Остатки лидеров ГАО решили встретиться для планировки новой тактики, но американские военные узнали об этом и начали охоту за одним из лидеров. Генерал помогает лидеру оторваться от погони США и улететь на самолёте.
Одна из групп ГАО под предводительством принца Кассада откололась от организации и начинает биться за власть, генерала посылают к главному штабу Кассада недалеко от Каира, где Кассад уничтожил при помощи шифраторов GPS и секретных подземных тоннелей базу США. Генерал получает технологии Кассада и уничтожает его.
ГАО решает начинать наступление на Европу, но американский флот может помешать этому, поэтому генерала отправляют на остров Крит где ему надо уничтожить авианосец Рейган, но авиация США обнаруживает их и уничтожают их базу, выжившие по подземным туннелям захватывают ускоритель частиц, но ему нужна энергия, которая находится на соседнем острове, ГАО захватывают энергостанции и оставленную технику и начинают заряжать ускоритель частиц, они находят авианосец в доках ремонта кораблей и при помощи ускорителя частиц уничтожают его.
США после потери авианосца осознали угрозу от возрожденного ГАО и отправили огромную часть флота в Средиземное море, оставив Западное побережье США без защиты, чем и пользуется ГАО, высадив две группы войск для похищения американских химикатов. Первая группа под управлением Джармена Келла захватывают танк и Хаммеры, и переправляются при помощи парома на другой берег, где их ждёт минное поле. Вторая группа захватывают несколько вооруженных пикапов и стараясь не попасться на глаза, захватывают радарный фургон и помогает первой группе разминировать поле. Первая группа захватывает две ракетные установки Томагавк и уничтожает охрану водонапорной станции. Вторая группа захватывает станцию и откачивает воду, создавая новый скрытый путь для первой группы и они захватывают токсичные тракторы, с помощью которых заливают токсинами бункера американцев. Вторая группа уничтожает энергостанции и отключают ЗРК Патриот, помогая первой группе дойти до завода с химикатами и первая группа прикрывает грузовики, перевозящие токсины в самолёт и улетает оттуда.
Завладев химикатами, ГАО начали наступление на Европу. Они нападают на Штутгарт, где расположен главный штаб управления США в Европе. Перед началом наступления ГАО взяли под контроль китайскую базу недалеко (Китай совместно с США начали укрепление Европы от террористов) и совмещая технологии Китая и ГАО сначала освобождают повстанцев из местной деревни с американской базы, после освобождения повстанцев они приходят к своей деревне и она восстаёт против США. ГАО уничтожают базу США, а остатки войск эвакуируются на свою землю для её защиты. ГАО взяли под контроль всю Европу и провозгласив свою победу, поставили множество памятников.

### Китай
Возмущённые и смущённые использованием ГАО Китайских технологий для захвата Европы, китайцы отвечают развёртыванием ядерного оружия против террористов. Пережившие ядерную атаку в Штутгарте побуждают китайцев вытеснить ГАО и освободить Европу. Однако в то время, как китайцы мобилизуют свои войска в Европе, войска ГАО совершают массированную атаку на ядерный реакторный комплекс близ Йэнчэна, что чуть не выливается в очередное вторжение в Китай. Хотя оборона реакторов была разбита, атака ГАО терпит крах и китайцы вновь успешно защищают свои границы.
Преисполненные решимости разгромить террористов в Европе, китайцы начинают контрнаступление в Германии, однако лишь международное мнение может определить, насколько хорошо китайцев примут, потому тем приходится воздержаться от размещения ядерного оружия. Город Кобург хорошо укреплён ГАО, но китайцы были настроены решительно и они смогли отбросить защитников города, практически уничтожив силы террористов в этом регионе, что заставляет международное мнение о китайцах взлететь до небес.
После серьёзных поражений от рук китайцев, силы ГАО начинают спешно отступать из Европы, однако часть их пути пролегает через базу Народно-освободительной армии Китая в Хальберштадте, которая перехватывает отступающие силы террористов. Лишившись почти всех своих сил в Европе, ГАО закрепляются в своей последней цитадели в Гамбурге. США посылает достаточные силы для атаки на вражескую базу, но ГАО устраивает засаду на базу американцев, захватывает её и использует их технологии, чтобы противостоять китайцам. Китайцы умудряются сами завладеть технологиями США и разгромить последний оплот ГАО. После тяжёлой битвы, в которой обе стороны понесли тяжёлые потери, Китай выходит победителем и становится единственной мировой сверхдержавой. Между тем подразумевается, что после войны США, сильно ослабленные войной против ГАО и отодвинутые на второй план Китаем, принимают политику изоляционизма.

## Редактор карт
Вместе с игрой поставляется и редактор карт, позволяющий создавать очень сложные и интересные карты, ничуть не хуже тех, что есть в кампаниях. Тем не менее, редактор явно не рассчитан на неопытных пользователей, в отличие от тех же StarCraft или WarCraft III, а поскольку официально игра вышла только на англ. языке, то и редактор имеет англоязычный интерфейс. Не существует никаких режимов редактора типа «режим для новичка \ эксперта», что вкупе с англ интерфейсом может стать большим препятствием в первое время при освоении редактора.

## Восприятие
| Сводный рейтинг       | Сводный рейтинг |
| Агрегатор             | Оценка          |
| --------------------- | --------------- |
| GameRankings          | 84,26 %         |
| Metacritic            | 84/100          |
| Иноязычные издания    |                 |
| Издание               | Оценка          |
| Game Informer         | 8,8/10          |
| GameSpot              | 8,6/10          |
| GameSpy               | [ 7 ]           |
| GameZone              | 8,8/10          |
| IGN                   | 9/10            |
| Русскоязычные издания |                 |
| Издание               | Оценка          |
| Game.EXE              | [ 10 ]          |
| «Страна игр»          | 7,0/10          |

Игра получила положительные отзывы от рецензентов на Metacritic на основе 16 рецензий с общим баллом в 83/100.
Александр Металлургический, в обзоре для Game.EXE похвалил одиночную компанию, заявив что она стала «живой»: она не сводится к набору скучных, однотипных заданий, а с учётом добавленных спецэффектов может называться киноблокбастером. Положительно отметил возвращение вступительных FMV-роликов и обновление мультиплеера — добавленные девять новых генералов (по три на каждую сторону) вносят новые элементы геймплея и баланса. Похвалил он и новый режим «Generals Challenge», подметив, что режим выглядит свежо, однако его расстроило, что длительность режима не велика — он состоит всего из 10 миссий.